# Leilton
Leilton Silva dos Santos, meglio noto come Leilton (Itabuna, 7 marzo 1982), è un ex calciatore brasiliano, di ruolo difensore.